# 로버트 솔로베이
로버트 마틴 솔로베이(영어: Robert Martin Solovay IPA: [ˈrɒbə(r)t ˈmɑː(r)tɪn ˈsoʊloʊveɪ], 1938–)는 미국의 수학자이다. 집합론에 공헌하였다.

## 생애
1938년 뉴욕 브루클린에서 태어났다. 시카고 대학교에서 1964년에 손더스 매클레인 아래 박사 학위를 수여받았다. 이후 캘리포니아 대학교 버클리에서 교수로 있다.

## 주요 업적
솔로베이의 주요 업적으로는 다음을 들 수 있다.
- 솔로베이 정리: 만약 도달 불가능한 기수가 존재한다면, 체르멜로-프렝켈 집합론 + "모든 실수 집합은 르베그 가측 집합"은 무모순적이다.
- {\displaystyle 0^{\#}}의 정의
- 가측 기수의 존재는 실수값 가측 기수(영어: real-valued measurable cardinal)의 존재와 등무모순적이다.
- 강콤팩트 기수보다 더 큰 기수에 대하여 특이 기수 가설이 성립한다.
- 수슬린 가설이 선택 공리를 추가한 체르멜로-프렝켈 집합론과 등무모순적이다.
- 솔로베이-스트라센 소수판별법(영어: Solovay–Strassen primality test)

## 주요 논문
- Solovay, Robert M. (1970). “A model of set-theory in which every set of reals is Lebesgue measurable”. 《Annals of Mathematics. Second Series》 92 (1): 1–56. doi:10.2307/1970696.
- Solovay, Robert M. (1967). “A nonconstructible Δ13 set of integers”. 《Transactions of the American Mathematical Society》 (American Mathematical Society) 127 (1): 50–75. doi:10.2307/1994631. JSTOR 1994631.
- Solovay, Robert M.; Volker Strassen (1977). “A fast Monte-Carlo test for primality”. 《SIAM Journal on Computing》 6 (1): 84–85. doi:10.1137/0206006.